# Musée de la vie frontalière de Godewaersvelde
Le musée de la vie frontalière est situé à Godewaersvelde. Il a pour vocation de retracer la vie d’un village frontalier des années 1950.

## Historique

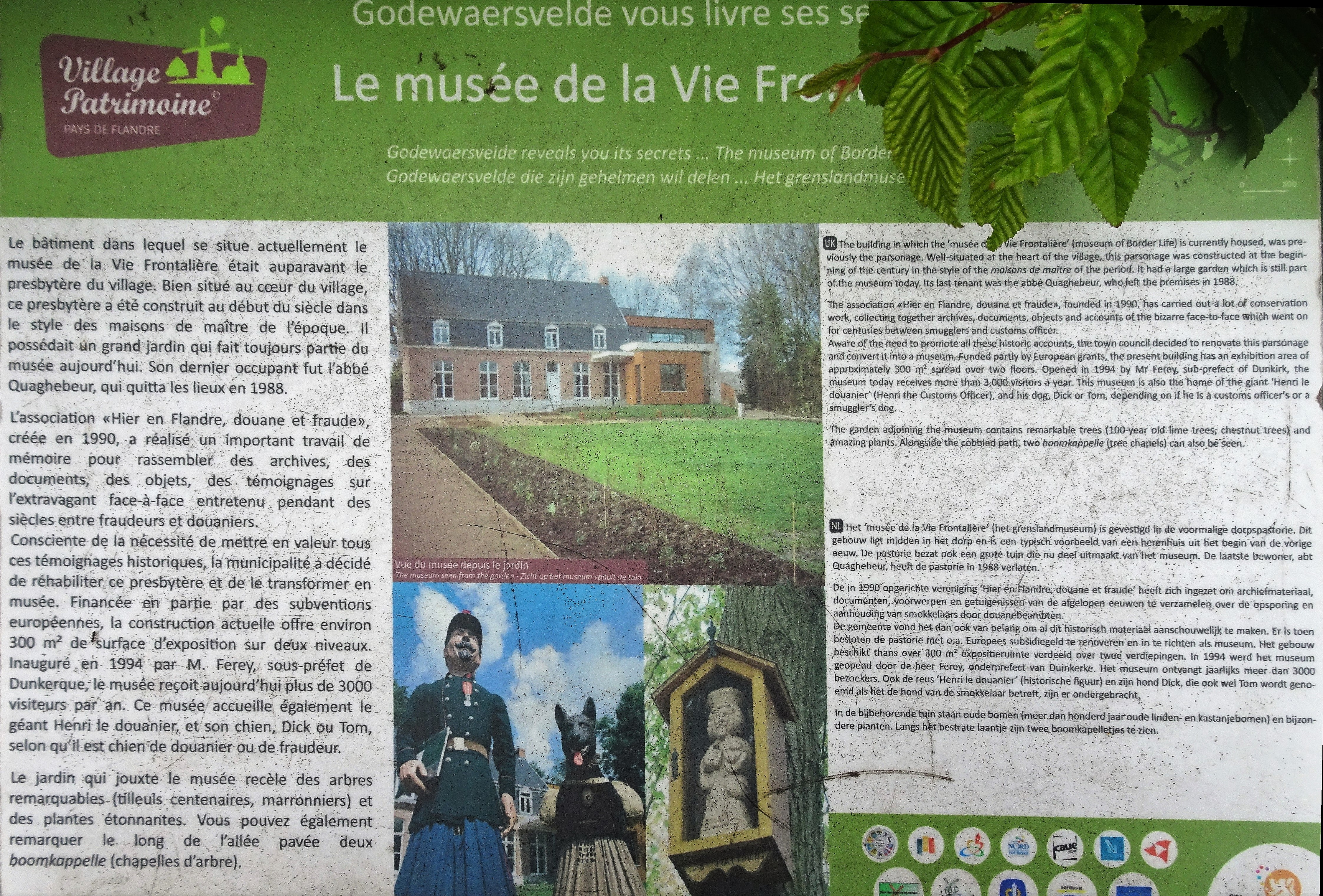
Informations relatives au musée

Le musée est installé dans l'ancien presbytère, il offre aux visiteurs une collection d’objets qui revêt un sens particulier pour les habitants d'un village frontalier en Flandre, riche en traditions, et en histoires des douaniers et des fraudeurs . Le musée de la vie frontalière est rattaché au réseau des musées de Flandre "Muzéa".

## Henri le douanier

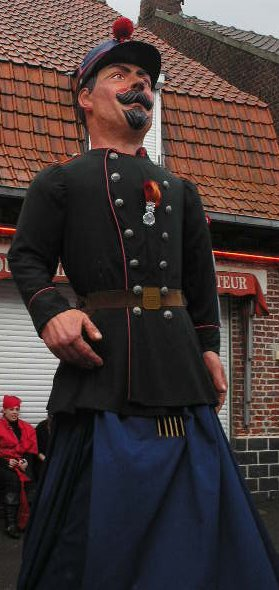
Henri le douanier

Henri le douanier  est l'un des géants de processions et de cortèges de Godewaersvelde, dans le Nord, en France. Ne nécessitant qu’un seul porteur, il  mesure  3,5 m et pèse 70 kg. Il porte un shako avec pompon rouge, l' uniforme de douanier fin 19eme. Il tient sous le bras un registre des douanes et la médaille des douanes est agrafée sur sa poitrine. Il a été baptisé le  2 octobre 1994.

## Collections
Le musée a proposé jusqu'au 31 octobre 2009 une exposition contrefaçon sans façon.